# Campeonato Europeo de Biatlón de 2019
El XXVI Campeonato Europeo de Biatlón se celebró en Minsk-Raubichi (Bielorrusia) entre el 20 y el 24 de febrero de 2019 bajo la organización de la Unión Internacional de Biatlón (IBU) y la Federación Bielorrusa de Biatlón.

## Resultados

### Masculino
| Evento                      | Oro                            | Plata                              | Bronce                               |
| --------------------------- | ------------------------------ | ---------------------------------- | ------------------------------------ |
| 10 km velocidad (23.02)     | Tarjei Bø · Noruega · 21:40,1  | Jesper Nelin · Suecia · 21:50,7    | Dmitri Malyshko · Rusia · 22:15,3    |
| 20 km individual (20.02)    | Krasimir Anev Bulgaria 53:18,1 | Tarjei Bø · Noruega · 53:21,8      | Endre Strømsheim · Noruega · 53:29,2 |
| 12,5 km persecución (24.02) | Tarjei Bø · Noruega · 31:10,3  | Matvei Yeliseyev · Rusia · 31:38,8 | Håvard Bogetveit · Noruega · 32:04,5 |

### Femenino
| Evento                    | Oro                                         | Plata                                       | Bronce                               |
| ------------------------- | ------------------------------------------- | ------------------------------------------- | ------------------------------------ |
| 7,5 km velocidad (23.02)  | Mona Brorsson · Suecia · 19:37,4            | Yekaterina Yurlova-Percht · Rusia · 20:14,9 | Hanna Öberg · Suecia · 20:23,0       |
| 15 km individual (20.02)  | Hanna Öberg · Suecia · 48:13,1              | Yuliya Zhuravok · Ucrania · 48:45,4         | Iryna Kriuko · Bielorrusia · 48:54,6 |
| 10 km persecución (24.02) | Yekaterina Yurlova-Percht · Rusia · 27:43,4 | Iryna Kriuko · Bielorrusia · 28:20,9        | Nadine Horchler · Alemania · 28:32,8 |

### Mixto
| Evento                                | Oro                                                                                          | Plata                                                                                     | Bronce                                                                                            |
| ------------------------------------- | -------------------------------------------------------------------------------------------- | ----------------------------------------------------------------------------------------- | ------------------------------------------------------------------------------------------------- |
| Relevo individual (21.02)             | Rusia · Yevgueniya Pavlova · Dmitri Malyshko · 36:30,0                                       | Suecia · Anna Magnusson · Jesper Nelin · 36:50,6                                          | Francia Lou Jeanmonnot Aristide Bègue 36:59,0                                                     |
| Relevos 2 × 6 km + 2 × 7,5 km (21.02) | Suecia · Emma Nilsson · Mona Brorsson · Martin Ponsiluoma · Sebastian Samuelsson · 1:05:16,0 | Alemania · Nadine Horchler · Janina Hettich · Lucas Fratzscher · Philipp Horn · 1:05:33,7 | Bielorrusia · Dzinara Alimbekava · Hanna Sola · Raman Yaliotnau · Serguei Bocharnikov · 1:05:45,8 |

## Medallero
| Núm. | País        | Oro | Plata | Bronce | Total |
| ---- | ----------- | --- | ----- | ------ | ----- |
| 1    | Suecia      | 3   | 2     | 1      | 6     |
| 2    | Rusia       | 2   | 2     | 1      | 5     |
| 3    | Noruega     | 2   | 1     | 2      | 5     |
| 4    | Bulgaria    | 1   | 0     | 0      | 1     |
| 5    | Bielorrusia | 0   | 1     | 2      | 3     |
| 6    | Alemania    | 0   | 1     | 1      | 2     |
| 7    | Ucrania     | 0   | 1     | 0      | 1     |
| 8    | Francia     | 0   | 0     | 1      | 1     |
|      | TOTAL       | 8   | 8     | 8      | 24    |